# Michail Naumovič Gurevič
Michail Naumovič Gurevič (in russo Михаил Наумович Гуревич?; Kharkov, 22 febbraio 1959) è uno scacchista turco di origine sovietica, che in passato ha rappresentato anche il Belgio a livello internazionale. È noto con la grafia Mikhail Gurevich nei paesi occidentali.
Maestro internazionale dal 1985, è grande maestro internazionale dal 1989.

## Biografia
Campione ucraino nel 1984 e russo nel 1985, in quella occasione vinse allo spareggio una controversa finale a tre con Oleksandr Černin e Viktor Gavrikov. Poiché evidentemente non godeva della fiducia delle autorità sovietiche, non gli venne permesso di uscire dal paese per partecipare al torneo interzonale e i due sconfitti Gavrikov e Černin vi andarono in sua vece.
Nel periodo tra il 1989 e il 1991 fu costantemente tra i primi dieci scacchisti al mondo. Nell'aprile del 1989 si distinse nel torneo svoltosi nella città di Tel Aviv, mentre Il suo miglior piazzamento assoluto fu il quinto posto, raggiunto tra il gennaio 1990 ed il gennaio 1991, nelle classifiche FIDE, con punteggi Elo rispettivamente di 2645 e 2650.
Si è poi trasferito in Turchia, dove ha vinto il campionato turco nel 2006 e 2008.

## Metodo di gioco
Nel gioco con il nero predilige la difesa francese contro l'apertura di re, mentre nel gambetto di donna utilizza maggiormente la difesa nimzo-indiana.

## Opere
- (EN) Mikhail Gurevich, Queen's Indian Defence: Kasparov System, Batsford Chess Library, 1992, ISBN 0-8050-2315-1.